# Elecciones generales de las Islas Salomón de 2014
Las elecciones generales se celebraron en las Islas Salomón el 19 de noviembre de 2014. Los candidatos independientes ganaron 32 de los 50 escaños en el Parlamento Nacional, con el partido de Alianza Democrática como mayor partido, con siete escaños.

## Contexto
Las elecciones contaron con la ayuda del Programa de las Naciones Unidas para el Desarrollo, que quería ayudar con «el desarrollo de un sistema de registro de votantes sostenible, rentable e inclusivo para garantizar la integridad del voto». Las anteriores elecciones de 2006 fueron seguidas de disturbios raciales, especialmente dirigidos contra los inmigrantes chinos.

## Resultados
El primer ministro Gordon Darcy Lilo perdió su escaño en el distrito electoral de Gizo/Kolombangara. En su lugar, su sobrino, Jimson Tanangada, del Partido Demócrata Unido, recibió el escaño.
Casi dos tercios de los diputados que regresaron eran independientes y el primer ministro en ejercicio perdió su escaño. Se formó un gobierno de coalición y eligió un nuevo primer ministro.